# 卢多维西别墅圣巴特利爵堂

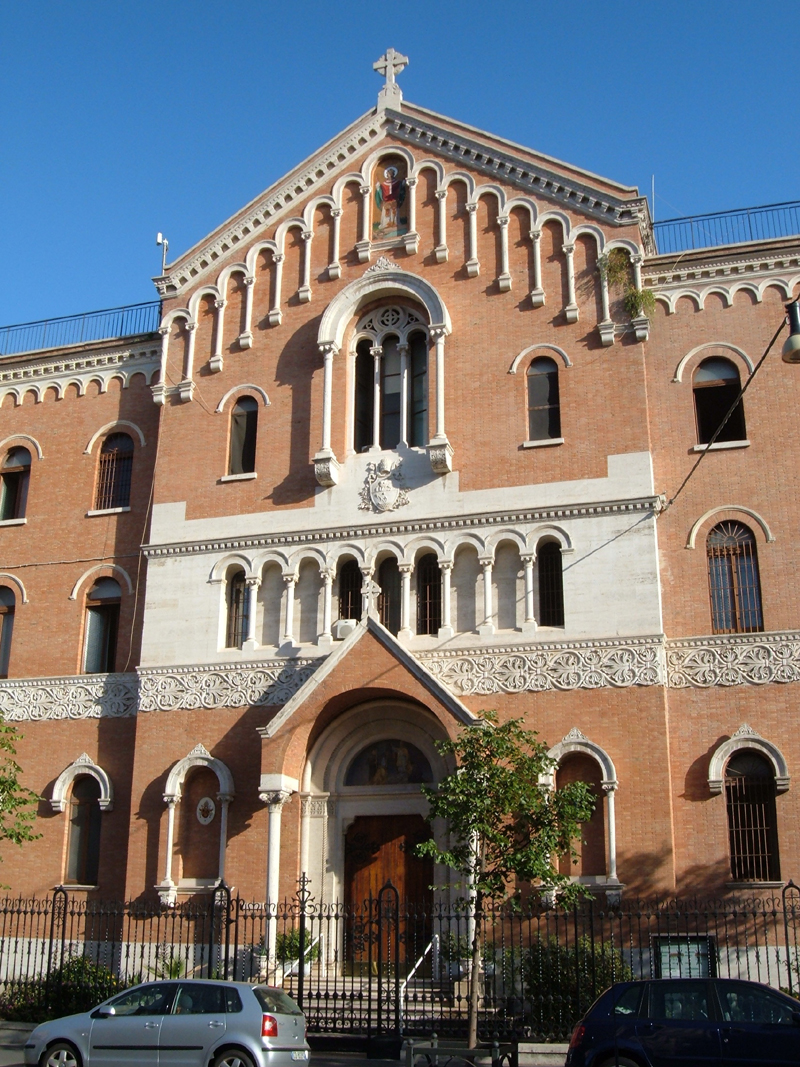
卢多维西别墅圣巴特利爵堂

卢多维西别墅圣巴特利爵堂（Chiesa di San Patrizio a Villa Ludovisi）是意大利罗马的一座天主教本堂区圣堂。也是托馬斯·克里斯托弗·柯林斯的司鐸級樞機领衔教堂 ，也是爱尔兰在罗马的国家教堂。
这个地点最早的教堂敬礼颇斯特鲁拉圣母（Santa Maria in Posterula），20世纪初拆除，由良诺理（Aristide Leonori）重建目前的北欧古典主义风格教堂。旧堂的壁画保存在新堂内。 